# Khói thuốc lá
Khói thuốc lá là một aerosol được tạo ra bởi sự cháy không hoàn chỉnh của thuốc lá trong khi hút thuốc lá. Nhiệt độ trong việc đốt thuốc lá dao động từ khoảng 400oC giữa các nhát đến khoảng 900oC trong một lần hút. Trong quá trình đốt thuốc lá (tự nó là một hỗn hợp phức tạp), hàng ngàn chất hóa học được tạo ra bởi đốt, chưng cất, nhiệt phân và pyrosynt tổng hợp. Khói thuốc lá được sử dụng như xông khói và thuốc hít.

## Thành phần
Các hạt trong khói thuốc lá là các giọt aerosol lỏng (~ 20% nước), với đường kính khí động học trung bình khối lượng (MMAD) là dưới áp kế (và do đó, khá "hô hấp phổi" bởi con người). Các giọt có mặt ở nồng độ cao (một số ước tính cao như các giọt nhỏ 1010 mỗi cm³). Hầu hết các loại thuốc lá ngày nay đều chứa bộ lọc thuốc lá, có thể làm giảm khói Hắc ín (dư lượng thuốc lá) tỷ lệ cho các loại hợp chất khác (ví dụ: phenol).
Khói thuốc lá có thể được nhóm lại thành một pha hạt (bị giữ lại trên một miếng sợi thủy tinh và được gọi là "TPM" (tổng số hạt) và pha khí / hơi (đi qua một miếng sợi thủy tinh như vậy). "Tar" được xác định một cách toán học bằng cách trừ đi trọng lượng của nicotine và nước từ TPM. Tuy nhiên, một số thành phần của khói thuốc lá (ví dụ: hydro cyanide, formaldehyd, phenanthrene, và pyrene) không phù hợp với phân loại khá tùy tiện này, vì chúng được phân phối trong số các pha rắn, lỏng và khí.
Khói thuốc lá có chứa một số hóa chất có ý nghĩa độc tính và các nhóm hóa chất, bao gồm các hydro thơm polycyclic benzopyrene), nitrosamines dành riêng cho thuốc lá (NNK, NNN), các aldehyd (acrolein, formaldehyd), carbon monoxit, hydro cyanide, các nitơ oxit, benzen, toluene, các phenol (phenol, cresol), các amin thơm (nicotine, ABP (4 -Aminobiphenyl)) và Harmala alkaloids. Nguyên tố phóng xạ polonium-210 cũng được biết là xảy ra trong khói thuốc lá. Thành phần hóa học của khói phụ thuộc vào tần suất phun, cường độ, thể tích và thời gian ở các giai đoạn tiêu thụ thuốc lá khác nhau.
Từ năm 1933 đến cuối những năm 1940, sản lượng từ một điếu thuốc lá trung bình dao động từ 33 đến 49 mg "tar" và từ < 1 đến 3 mg nicotine. Tuy nhiên, trong những năm 1960 và 1970, sản lượng trung bình từ thuốc lá ở Tây Âu và Hoa Kỳ là khoảng 16 mg tar và 1,5 mg nicotine mỗi điếu. Mức trung bình hiện tại thấp hơn. Điều này đã đạt được bằng nhiều cách khác nhau bao gồm sử dụng các chủng cây thuốc lá được lựa chọn, thay đổi quy trình chữa bệnh và chữa bệnh, sử dụng các tờ hoàn nguyên (chất thải lá thuốc lá tái chế), kết hợp thân cây thuốc lá, giảm lượng thuốc lá cần thiết để lấp đầy một điếu thuốc bằng cách mở rộng nó (như lúa mì phồng) để tăng "sức mạnh làm đầy" của nó, và bằng cách sử dụng bộ lọc và độ xốp cao giấy gói. Sự phát triển của thuốc lá "tar" và nicotine thấp hơn có xu hướng tạo ra các sản phẩm thiếu các thành phần hương vị mà người hút thuốc đã quen. Để giữ cho các sản phẩm đó được người tiêu dùng chấp nhận, các nhà sản xuất pha chế lại mùi thơm hoặc hương vị.